# Chitignano
Chitignano – miejscowość i gmina we Włoszech, w regionie Toskania, w prowincji Arezzo.
Według danych na styczeń 2009 gminę zamieszkiwało 965 osób przy gęstości zaludnienia 57,7 os./1 km².

## Miasta partnerskie
- La Calmette
- Piaseczno